# Molophilus pennatus
Molophilus pennatus är en tvåvingeart som beskrevs av Alexander 1927. Molophilus pennatus ingår i släktet Molophilus och familjen småharkrankar. Inga underarter finns listade i Catalogue of Life.